# Bâtiment de l'amitié entre la Grèce et la Bosnie-Herzégovine
 (février 2017).
Si vous disposez d'ouvrages ou d'articles de référence ou si vous connaissez des sites web de qualité traitant du thème abordé ici, merci de compléter l'article en donnant les références utiles à sa vérifiabilité et en les liant à la section « Notes et références ».
Le Bâtiment de l'amitié entre la Grèce et la Bosnie-Herzégovine (Bosnien, Croate: Zgrada prijateljstva između Grčke i Bosne i Hercegovine, Serbe: Зграда пријатељства између Грчке и Босне и Херцеговине, Grec: Κτήριο Φιλίας Ελλάδας Βοσνίας-Ερζεγοβίνης) est un immeuble de bureaux situé à Sarajevo, capitale de la Bosnie-Herzégovine. Le bâtiment abrite le Conseil des ministres de Bosnie-Herzégovine. Il est souvent appelé bâtiment du parlement à tort de par sa proximité avec l'actuel bâtiment du parlement de 5 étages.

## Histoire
La construction du bâtiment fut terminée en 1974 et était alors utilisé par le gouvernement de la République socialiste de Bosnie-Herzégovine. Il était originellement appelé Bâtiment du conseil exécutif (Zgrada Izvršnog Vijeća). Il a servi comme principal bâtiment gouvernemental jusqu’à avoir été sévèrement endommagé par des bombardements serbes en mai 1992 dans les premières semaines du siège de Sarajevo pendant la guerre de Bosnie-Herzégovine. Après la fin de la guerre, le bâtiment a été vidé et restera inusité jusqu'au début des travaux de rénovation en 2006.

## Rénovation
En 2006, le gouvernement grec fournit 80,4% du financement de la rénovation du bâtiment. Le montant total du projet s’élevait à 17 057 316 €. La rénovation fut effectuée par la société grecque Domotechniki S.A. en un an et le bâtiment fut rouvert le 23 juillet 2007.